# Budapesti EAC
Az 1898-ban alapított Budapesti Egyetemi Atlétikai Club (röviden BEAC), az Eötvös Loránd Tudományegyetem sportegyesületeként a kezdetektől fogva úttörő szerepet töltött be a magyar sportéletben. A 20. század elején az egyesület a magyar sport fejlődésének egyik fontos szereplőjévé vált. Vezetői, tagjai több sportág meghonosításában és népszerűsítésében is az élen jártak, munkásságuk példát mutatott a később megalakuló egyetemi sportegyesületek számára is. Fennállása óta 6 olimpiai bajnokot, több világ- és Európa-bajnokot, valamint több száz országos bajnokot adott Magyarországnak.
Kezdetekben a sportolni vágyó egyetemisták klubja volt. Első sikereit atlétikában érték el a BEAC versenyzői, elsősorban magasugrásban és távolugrásban. A két világháború között jelentős szerepe volt a magyarországi labdarúgás megalapításában, az első hivatalos bajnoki mérkőzésen is a BEAC sportolói léptek pályára a BSC ellen. Jeleskedtek vívásban, melynek hazai porondon szintén úttörői voltak, elsősorban Gerentsér Lászlónak köszönhetően, valamint a második világháború ideje alatt elsősorban a tenisz, Asbóth József és Körmöczy Zsuzsa sikerei révén. Kettőjük és így a BEAC nevéhez köthető a legnagyobb magyar teniszsiker, az 1947-es Roland Garros győzelem.
A Budapesti EAC az elkövetkezendő húsz évben számos sportágban számos nagy sportolót adott a magyar sporttörténelemnek, Németh Angéla és Bay Béla neve mindenképpen megemlítendő ebből a korszakból. A szovjet sportmodell bukását követően a klub képes volt a megújulásra, és ismét a sportolni vágyó egyetemisták első számú egyesületének számított. A 90-es években elsősorban az atlétikai sikerek voltak a meghatározóak, majd Győrffy Dóra magasugró szállította a legfényesebb eredményeket. Napjainkban a BEAC 18 szakosztállyal működik, jelentős szerepet vállalva az utánpótlás képzésben.

## Története

### Alapítás
A magyar egyetemi és főiskolai sportmozgalom – angol mintára – szerveződő klubjai a 19. század utolsó éveiben jöttek létre, amikor felerősödött az egyetemi ifjúság érdeklődése a modern sportágak iránt.
1887-ben a Budapesti Tudományegyetem akkori rektora, dr. Fodor József azt javasolta, hogy angol mintára alakítsanak egyetemi sportklubot. 1887-ben az Egyetemi Athletikai Club (EAC) megtartotta ugyan alakuló ülését, működése azonban személyi és anyagi feltételek hiányában nem valósult meg.
Az 1890-es évektől a modern sportágak iránt egyre nagyobb lelkesedéssel fordultak a hallgatók, a Tudományegyetem kiadványában, az Egyetemi Lapokban önálló sportrovat indult. A Tudományegyetem oktatói közül Dr. Záborszky István tanársegéd, és Dr. Klupathy Jenő egyetemi tanár aktív tevékenysége végül meggyőzte báró Eötvös Lorándot, akkor már világhírű fizikust, korábbi rektort és egyben lelkes természetjárót, hogy vállalja el az új sportklub elnöki tisztségét. 1898. november 5-én a Budapesti Tudományegyetemen megalakult a Budapesti Egyetemi Atlétikai Club.

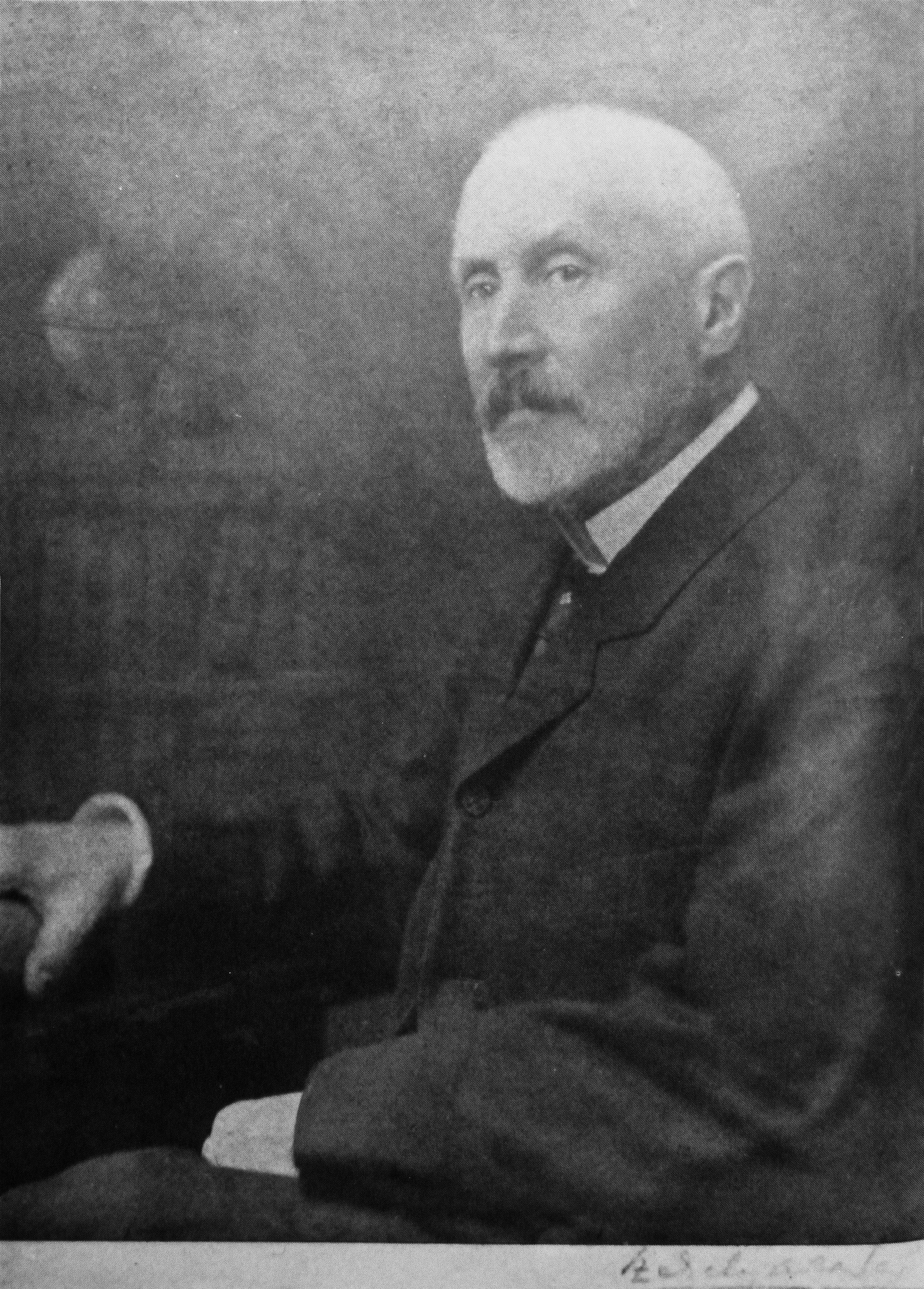
Báró Eötvös Loránd, a BEAC első elnöke

### Az első mérföldkövek a BEAC életében
- 1899-ben a BEAC alelnökét, dr. Klupathy Jenő egyetemi tanárt megválasztják a Magyar Atlétikai Szövetség alelnökének
- 1899. március 30-án került megrendezésre a BEAC első házi atlétikai versenye
- 1901 januárjában a BEAC részvételével megalakul a Magyar Labdarúgó Szövetség
- 1901 szeptemberében a BEAC a főváros támogatásával megnyitotta versenypályáját Lágymányoson
- 1902 novemberében Eötvös Loránd helyére a közgyűlés közfelkiáltással Szemere Miklóst (országgyűlési képviselő, jogász, diplomata) választotta meg
- 1903-ban Szemere Miklós az akkori Pusztaszentlőrincen felépítette az akkori idők egyik legmodernebb céllövőházát
- 1907-ben a BEAC kezdeményezésére megalakult az első európai főiskolai sportszövetség, a Magyar Főiskolai Sportszövetség, mai nevén Magyar Egyetemi-Főiskolai Sportszövetség (MEFS)

### 1898–1918
A századforduló sportideálja az „all-round” versenyző volt, aki több sportágban is eredményes tudott lenni. Ekkoriban a legkiemelkedőbb BEAC-os eredményeket az atléták érték el. A második újkori, 1900-as párizsi olimpián a részt vevő kilenc magyar atlétából ketten is BEAC-osok voltak. 1900-ban, Párizsban 19 éves fiatal joghallgatóként, 175 centiméteres ugrásával harmadik helyen végzett Gönczy Lajos, ezzel a BEAC és a magyar magasugrás első olimpiai érmét nyerte. 

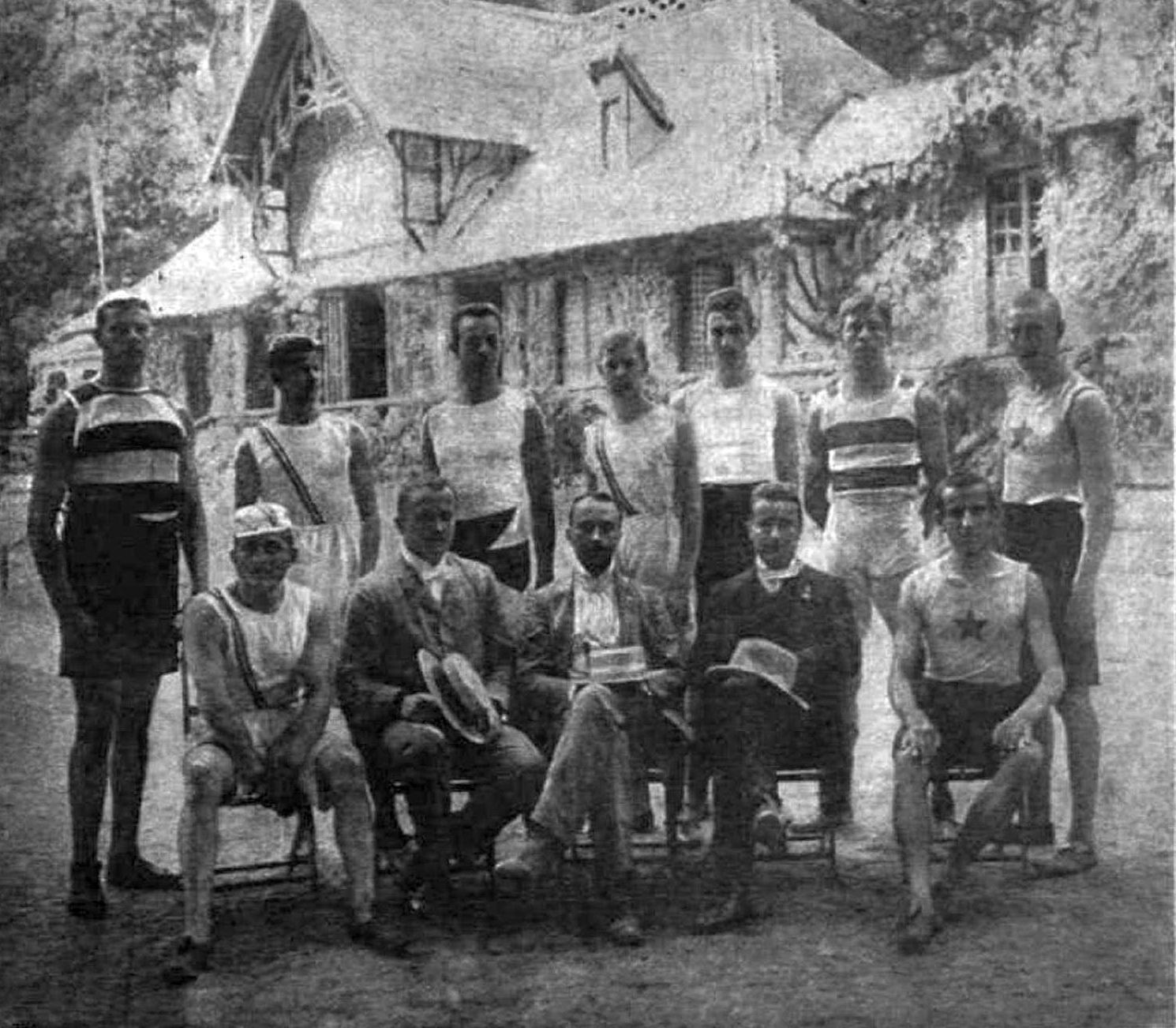
Speidl Zoltán a hátsó sorban jobbról a negyedik

Speidl Zoltán, mint síkfutó ért el kiemelkedő sikereket. 1901-ben 440 yardon megnyerte a magyar, 1000 méteren az osztrák bajnokságot. Részt vett az 1900. évi párizsi olimpián, ahol a magyar futók közül egyedül ő ért el helyezést, ötödikként ért célba.
A BEAC képviseletében részt vett a Magyar Labdarúgó Szövetség 1901-es megalapításában és a szövetség titkárává választották. Emellett pedig ő volt az első magyar bajnoki futballmérkőzés játékvezetője is.
1907-ben lefordította a BEAC-ban tanfolyamot vezető japán Sasaki Kichisaburo szakkönyvét, ezzel megalkotta az első nem japán nyelvű dzsúdószakkönyvet.
Speidl és Gönczy mellett kiemelkedő eredményeket értek el az 1908-as londoni olimpia bronzérmes váltó tagjai Mezei (Wiesner) Frigyes és Rácz Vilmos, úszásban a londoni olimpián ezüstérmet szerző és sokszoros magyar bajnok Las Torres Béla, és a szintén ezüstérmet szerző Somodi István is, aki Kolozsvár első olimpikonja volt.

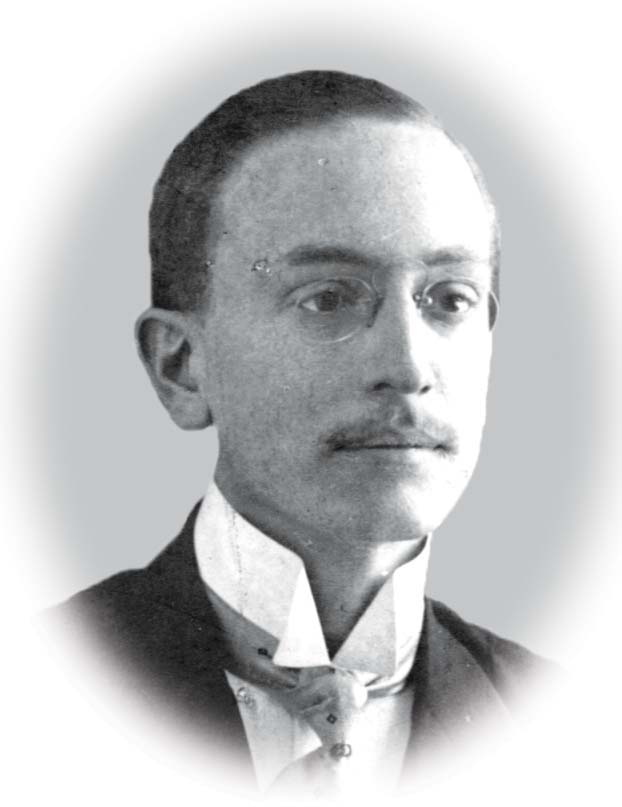
Prokopp Sándor, a BEAC első olimpiai bajnoka

Szokolyi Alajos, Magyarország első olimpiai érmes sportolója, a MAC kiváló atlétája pedig a Tudományegyetem orvostanhallgatójaként vállalt aktív szerepet a BEAC szervezésében.
Prokopp Sándor joghallgatóként ismerkedett meg a céllövészettel, az 1903-ban megnyitott pusztaszentlőrinci Szemere-lövöldében. Már 1908-ban szabadpuska versenyszámban részt vett a londoni olimpián is. Az 1912-es stockholmi olimpián Hammersberg Géza mögött csupán tartalékként számolt vele a szövetség. Elszántságát mutatja, hogy miután Hammersberg lemondta az olimpiai szereplést, minden támogatás nélkül, önköltségen utazott el Stockholmba.
Óriási meglepetésre, Prokopp tíz lövés után 97 pontos eredménnyel utasította maga mögé az ellenfeleit és megszerezte a magyar sportlövészet, valamint a BEAC első olimpiai aranyérmét.
Az első világháború nemcsak az ország, de a BEAC és a sportolók sikerét is megtörte. A versenyzőket besorozták, a mérkőzések elmaradtak, a sportpályákat bezárták vagy katonai célra vették igénybe. 1915-ben Gönczy Lajos, Kovács György, és Las-Torres Béla az olasz fronton hősi halált haltak, Mezey (Wiesner) Frigyes pedig megsebesült. Az első világháború éveiben Speidl Zoltán egészségi állapota is megromlott, és 1917-ben elhunyt.

### Az 1920-as évek futballsikerei
A BEAC futballélete szinte egyidős a magyar foci történetével, már a klub megalapításakor, 1898-ban létrejött a labdarúgó szakosztály, és a Magyar Labdarúgó Szövetség 1901-es alapításában is aktívan részt vett az egyesület. 1901. február 17-én a régi Millenáris-pályán megrendezett első magyar bajnoki futballmérkőzés (BTC-BSC 4:0) játékvezetője a BEAC-os Speidl Zoltán volt.

A BEAC már az első magyar bajnokságban ki tudott állítani csapatot a másodosztályban. A Sport-Világ így tudósított a csapat első, 1901. március 3-ai mérkőzéséről:
„E csapat első szereplésekor már győzelmet aratott: 6:2 goal aránnyal verte a F.T.C. II. csapatát, mely legjobb második csapataink közé tartozik… a BEAC csapata hamarosan előkelő helyet fog magának kivívni a football csapataink között.”
Ez a jóslat 20 év múltán érett be. Az első világháború nehéz éveiben egyedül a labdarúgó szakosztály fénye pislákolt, mely leginkább a szakosztályvezető, MLSZ alelnök és BEAC főtitkár Dr. Földessy János aktív szervezésének volt köszönhető. 1922 őszére fejeződtek be a közel 5 millió koronából megvalósuló fejlesztések, melynek eredményeként egy korszerű, 15 000 fős lelátóval rendelkező BEAC-sportpályát avathattak fel.
Ez a fejlesztés a BEAC-os futballéletre is nagy hatással volt. Az 1924/25-ös bajnokságban már az I. osztályban szerepelt a csapat, és 9. helyezést ért el, ez mindmáig a BEAC labdarúgó szakosztály legjobb eredménye. Ekkoriban több válogatott játékos is játszott a csapatban; Pluhár István, Stófián János és Pesovnik László.
Pluhár később a Magyar Rádió sportriportereként jellegzetes, ellenállhatatlan rádióközvetítéseivel rengeteg rajongót szerzett a magyar sportnak. Ő volt az első magyar rádióriporter, aki élőben közvetíthetett olimpiáról, így egy ország szurkolhatott együtt az 1936-os berlini 10 olimpiai aranynak, köztük két BEAC-osnak, Csik Ferencnek és Rajczy Imrének.

### 1930–40-es évek
A tanárelnök Yolland Arthur, az ifjúsági elnök Esterházy László, és főtitkár Pluhár István „hármasnak” köszönhetően a BEAC az 1930-as években a legsikeresebb korszakát élte. Az 1931-ben megalakult Testnevelési Intézet vezetője a nyelvész és irodalomtörténész, a Tudományegyetem tanára, Yolland Arthur lett. A cambridge-i egyetemen végzett sportember – aki 1897-ben az első magyarországi nemzetközi futballmérkőzésen is játszott – 1919-től 1946-ig kisebb megszakításokkal 21 éven keresztül volt a BEAC tanárelnöke és fejtette ki hathatós munkáját az egyetemi sportéletben.

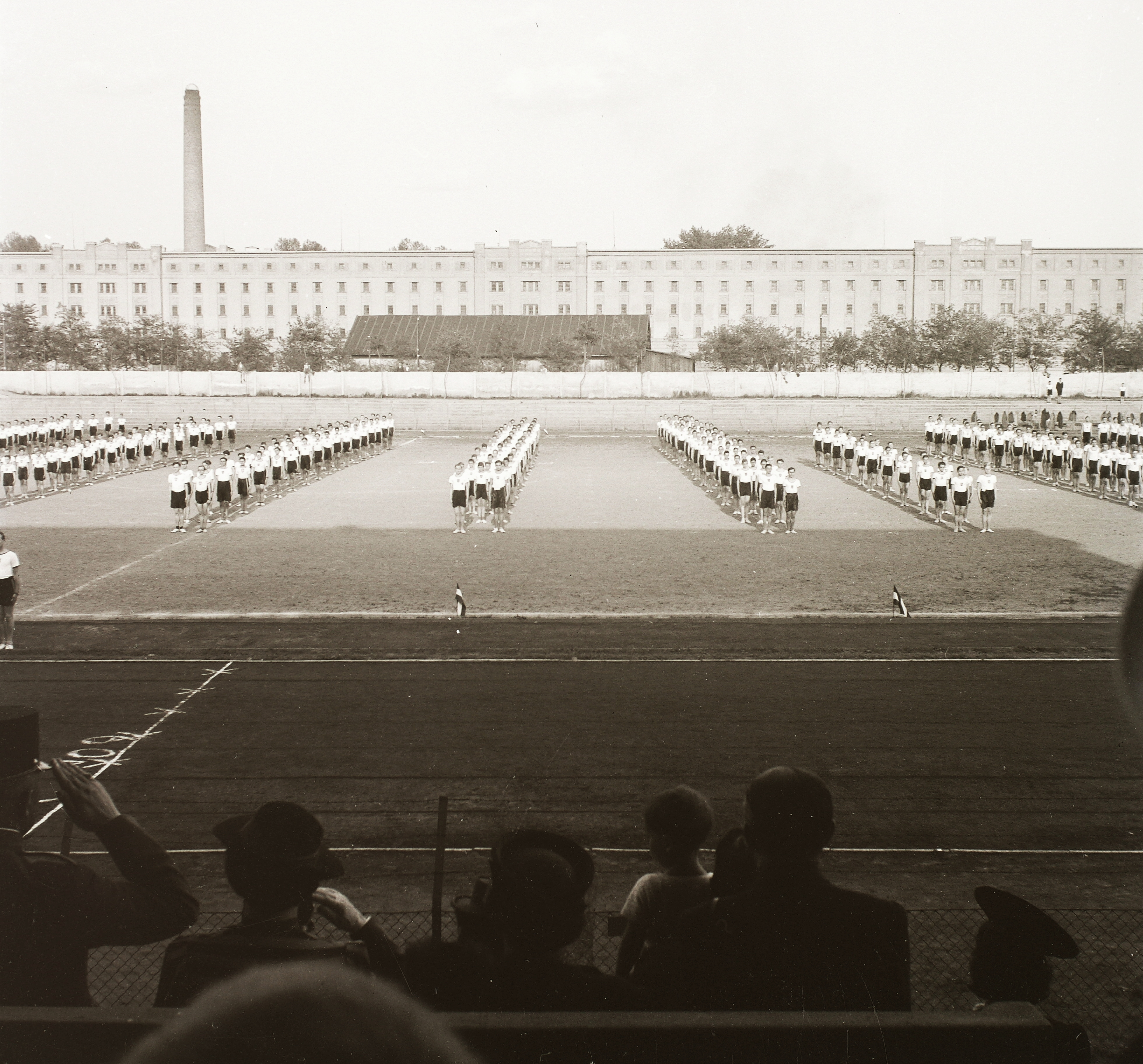
Ünnepi esemény a 12 000 fős lágymányosi BEAC-stadionban, a mai Allee bevásárlóközpont helyén

 A klubvezetés olyan mecénásokat tudott megnyerni a BEAC támogatására, mint a vallás- és közoktatásügyi miniszter Hóman Bálint, a korábbi BEAC-os ifjúsági elnök, az Országos Testnevelési Tanács elnöke Kelemen Kornél, és Magyarország igazságügy-minisztere Lázár Andor. Ennek köszönhetően a BEAC 1932-ben felavathatta a 615 öltözőszekrénnyel, 27 mosdóval és fürdővel, valamint központi fűtéssel ellátott klubházát, majd 1935-ben megnyithatták a már valóban európai szintű, 12 000 ember befogadására alkalmas BEAC sportkomplexumot a lágymányosi Mező utcában. (Ma Kőrösy József utca.)
A VI. Főiskolai Világbajnokság rendezési jogát a Magyar Főiskolai Sportszövetség a Pázmány Péter Tudományegyetem alapításának 300. évfordulója alkalmából pályázta és kapta meg, és így az 1935. augusztus 10-18. között megrendezett esemény házigazdája az egyetem illetve a BEAC, a fővédnök pedig maga Horthy Miklós kormányzó lett.
A BEAC stadion az ünnepélyes megnyitó mellett az atlétika, a kosárlabda, a torna, és a labdarúgó összecsapások színhelye volt. Az eseményen 26 ország 774 sportolója képviseltette magát. Az 1935-ös FVB révén nemzetközileg is elismertté vált a Tudományegyetem és a BEAC sportélete.Az 1930-as évek legnagyobb sikereit a vívó szakosztály érte el, a Semmelweis utcai vívóteremben ekkortájt pezsgő élet folyt. A szakosztály vívómestere Dr. Gerentsér László, korának egyik legnevesebb vívómestere, a párbajtőrvívás egyik hazai úttörője, a modern magyar kardvívás egyik megteremtője volt, aki – a vívómesterek többségével szemben – vállalta nők oktatását, amelynek meg is lett a gyümölcse.
Bogáthy-Bogen Erna, a 7-szeres olimpiai bajnok Gerevich Aladár felesége 1931-ben került a BEAC-hoz, ahol Gerentsér szárnyai alá került és 5 éves BEAC-os pályafutása alatt rendkívüli sikereket ért el. 1932-ben már a Los-Angeles-i olimpiára utazhatott, ahol egyéni tőrvívásban bronzérmet szerzett, ezzel ő lett Magyarország első női olimpiai érmese. 1933-tól kezdve három éven át minden Európa-bajnokságot megnyert a női tőrvívó csapat tagjaként. 1936 végétől a Honvéd Tiszti Vívó Klub pástján folytatta karrierjét, ahol a következő évben Elek Ilonával és Elek Margittal egy csapatban a párizsi világbajnokságot is megnyerte.
A BEAC tagjai egy másik csapatsportág, a kosárlabdázás magyarországi meghonosításában is aktívan részt vettek. Már az első, 1933-as magyar férfi és női kosárlabda-bajnokságban szerepelt a BEAC. A női kosárcsapat rögtön az első három idényben ezüstérmet szerzett. A férfiak pedig az 1941–42-es bajnokságban nyerték meg a magyar bajnokságot. Ezt a sikert leginkább a kiváló vezetőedzőnek és egyben játékosnak, Bácsalmási Péternek köszönhette a csapat.

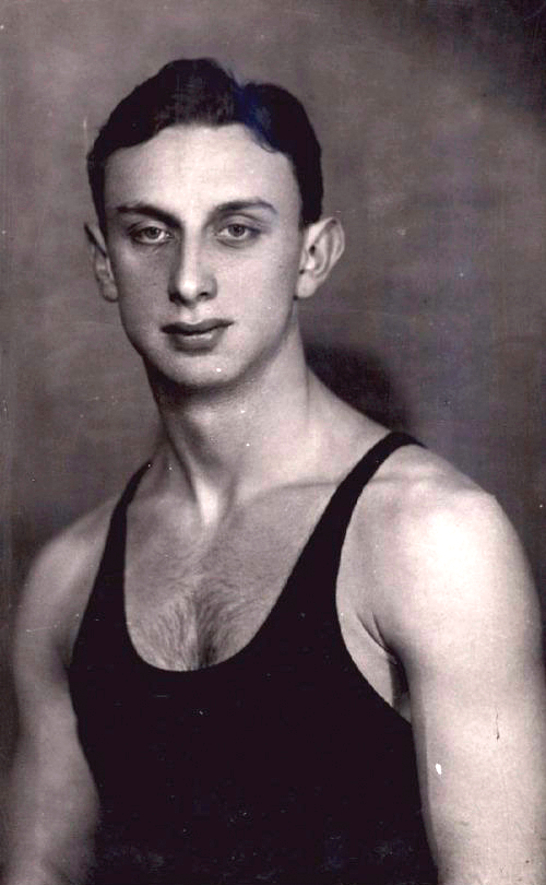
Csik Ferenc, a BEAC második olimpiai bajnoka

Bácsalmási Péter igazi „all-round” egyéniség volt. Többszörös bajnok volt hármasugrásban és tízpróbában. 1932-ben a Los Angeles-i, 1936-ban pedig a berlini olimpián is részt vett, utóbbin rúdugrásban hatodik helyezést ért el. Mind a két olimpián ő vihette a magyar csapat zászlaját, az 1936-os olimpia előtti fogadalomtételre pedig éppen a BEAC-stadionban került sor, ahonnan útnak indultak a magyar sportolók, és a megszerzett 10 aranyból Csik Ferenc és Rajczy-Rasztovich Imre aranya ragyogott a legszebben a BEAC-os szíveknek.
Csik Ferenc érettségije után a Tudományegyetem orvostanhallgatója lett. Már az első egyetemi évétől kezdve a BEAC-ban úszott. 1934-ben Magdeburgban az Európa bajnokságon 2 aranyérmet nyert, Párizsban a Grand Prix győztese, majd magyar bajnok lett. Ebben az évben összesen 55 versenyen indult. 1935-ben a budapesti rendezésű Főiskolai Világbajnokságon három aranyérmet is nyert.

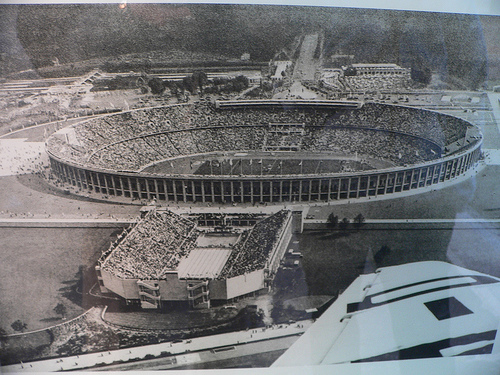
A berlini olimpia színhelye, ahol két BEAC-os aranyérem is született

Az 1936-os berlini olimpián beteljesült a vágya, a 100 méteres gyorsúszás bajnoka lett, mely mellé még egy bronzérmet is szerzett a 4×200 méteres gyorsúszó váltó tagjaként, ahol a szintén BEAC-os, Lengyel Árpáddal úszott együtt.
Rajczy-Rasztovich Imre érettségije után a budapesti Pázmány Péter Tudományegyetem jogi karára iratkozott be. Az egyetem megkezdése után rögtön beiratkozott a BEAC-ba, ahol Gerentsér László mester vezetése alatt kezdett versenyezni. Az eredmények sem maradtak el, 1934-ben a kardcsapat tagjaként aranyéremmel tért haza a varsói Európa-bajnokságról.

Az 1935-ös budapesti főiskolai világbajnokságon Rajczy három színtéren bizonyított: a VB rendezőjeként egy sikeres világversenyt bonyolított le, egyéniben és csapatban pedig a dobogó legfelső fokára állhatott. Majd az Európa-bajnokságon csapatban megvédték bajnoki címüket.
Az 1936-os berlini olimpián favoritként állhatott pástra a Kovács Pál, Berczelly Tibor, Rajczy Imre, Gerevich Aladár, Kabos Endre, Rajcsányi László összetételű magyar kardválogatott, és nem is okoztak csalódást. A kardcsapat győzelmével újabb olimpiai bajnokot avathatott a BEAC Rajczy személyében.
1937-ben teljesedett ki Rajczy Imre pályafutása: 26 évesen a párizsi világbajnokságon a hőn áhított VB címet is sikerült megszerezni csapatban, majd az olaszországi San Remóban az Aranykard versenyen egyéniben is diadalmaskodott, így a világranglistán átvette a vezetést. Fiatal kora ellenére Európa-, világ- és olimpiai bajnokként vehette át a Pázmány Péter Tudományegyetem díszgyűrűjét, a Lovagkeresztet, a Signum Laudist és a Toldi Arany- és Ezüstérmet.

### 1945–1950
A második világháború után a tenisz szakosztály sikereitől volt hangos a sportélet.
Bár csak két éven át, 1946–1948 között játszott a klubban, ekkor ragyogott legfényesebben a magyar tenisz állócsillaga, Asbóth József, aki 1946 közepén a Budai Torna Egyletből Körmöczy Zsuzsával együtt érkezett a BEAC-ba. Asbóth 1947-ben, BEAC-os színekben nyerte a magyar tenisztörténelem első és eddigi egyetlen férfi egyéni Grand-Slam (Roland Garros) trófeáját. Ez mind a mai napig a legnagyobb magyar teniszsikernek számít. Az elődöntőben három szettben verte Tom Brown-t, az amerikai erőlista második helyezettjét. Majd a döntőben játszmaveszteség nélkül, ragyogó játékkal győzött a dél-afrikai Eric Sturgess ellen, ezzel először és eddig utoljára emelhetett magasba egyéni számban magyar férfi Roland Garros kupát. A trófea mellé ráadásul egy harmadik helyezést is kivívott, a szintén BEAC-os Körmöczy Zsuzsával vegyes párosban.

### 1951–1956
A Rákosi-korszak szovjet típusú államszocialista sportirányítási modellje erős hatással volt az egyetemi sportéletre is. A sportegyesületeket összevonva új néven, úgynevezett „mozgalmi” jellegű szervezetek irányítása alá helyezték, így 1951. október 29-től a BEAC a Műegyetemi Atlétikai és Football Clubbal (MAFC) közösen Budapesti Haladás SE néven működött tovább. A Budapesti Haladás mindössze 5 évet ért meg, az 1956-os forradalom alatt első lépésként szüntették meg ezeket a kényszerszervezeteket és kaphatta vissza újra a nevét és autonómiáját a BEAC.
Dr. Kovácsi Aladár a magyar öttusa sport első olimpiai bajnok csapatának volt a tagja. 1952-ben, Helsinkiben Szondy Istvánnal és Benedek Gáborral közösen hódította el az aranyérmet. Ezzel megszerezve a BEAC negyedik olimpiai aranyérmét. Ez a győzelem történelmi jelentőségű volt, nem csak, hogy megtörte a svéd hegemóniát, de elhozta a magyar öttusasport azóta is fennálló fénykorát. Kovácsi az 1955-ös magglingeni VB-n csapatban első, egyéniben harmadik, az 1958-as aldershoti-n pedig csapatban tudott ezüstérmet szerezni.
A korszak emellett a vívószakosztály sikereiről híres. A Semmelweis utcai vívóteremben Szabó László és a dr. Bay Béla mesterek vezetésével egy olyan vívógárda szerveződött össze a BEAC-ban, amely a világ élvonalába tartozott. Bay a magyar vívósport emblematikus figurája. Az egyetem jogász hallgatójaként 1927-től 1951-ig versenyzett és edzősködött a BEAC színeiben, majd a válogatott edzője, szövetségi kapitánya lett. Tevékenységének 27 éve alatt a magyar vívók 8 olimpián 18 arany-, 11 ezüst- és 12 bronzérmet, a világbajnokságokon pedig 34 arany-, 41 ezüst-, és 33 bronzérmet nyertek.
Hámori Jenő a Győri Vívó Klubban kezdett el vívni, majd 1952-ben – amikor az Eötvös Loránd Tudományegyetem vegyészhallgatója lett – a Budapesti Haladás színeiben folytatta a páston, mestere pedig Szabó László lett.
Először 1954-ben, 21 évesen hívta fel magára a figyelmet a Budapesten rendezett főiskolai világbajnokságon, amikor egyéniben és csapatban is ezüstérmet szerzett kardvívásban. Ezt követően az ’55-ös római világbajnokságon – több Haladásos sporttársával együtt – ő is hozzájárult a magyar vívócsapat kiváló szerepléséhez, a kardcsapatban Gerevich Aladár, Kárpáti Rudolf, Keresztes Attila, Kovács Pál és Palócz Endre mellett világbajnoki aranyérmet szerzett.
1956-ban három fiatal vívó kerülhetett be a „nagyöreg” Gerevich, Kovács, Kárpáti triumvirátus mellé az olimpiai csapatba, Keresztes Attila, Magay Dániel és a kiválóan teljesítő Hámori Jenő. A kardcsapat kiváló szereplése szinte elvárás volt a magyarság részéről, ugyanis ebben a versenyszámban akkor már közel 30 éve, az 1928-as olimpia óta volt veretlen a magyar olimpiai csapat, és ’56-ban sem okoztak csalódást. A döntőben végül a lengyelek elleni sima győzelemmel egymásután hatodszorra is a magyar himnuszt énekelhették a kardcsapat-dobogó legfelső fokán. Ezzel Hámori Jenő megszerezte a BEAC 5. olimpiai aranyérmét.

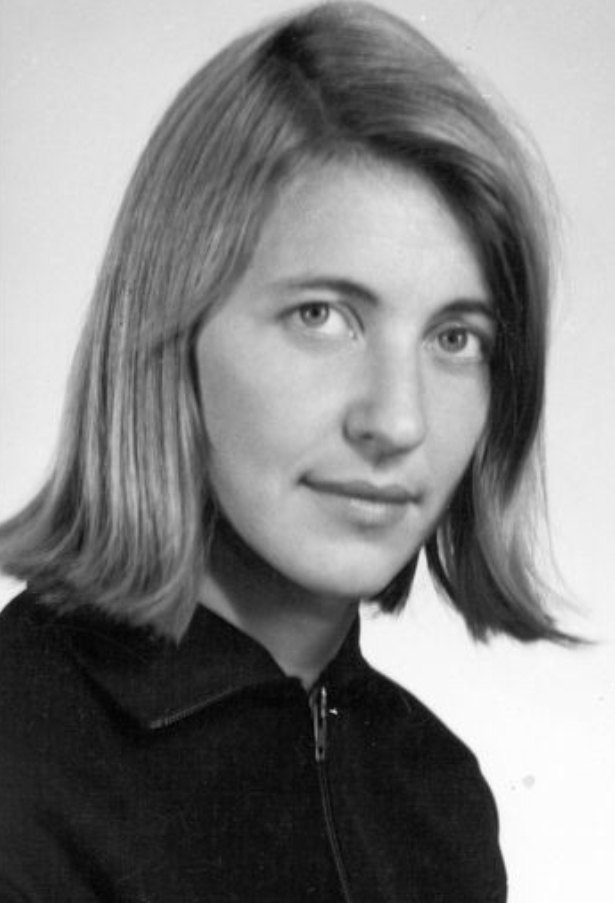
Dömölky Lídia, a BEAC vívója

Dömölky Lídia – aki 1949-ben, 13 évesen kezdett el vívni a BEAC színeiben – szintén Rómában kezdte meg sikersorozatát. Az 1955-ös világbajnokságon női tőr egyéniben mindössze 19 évesen a dobogó legtetejére állhatott fel, a női tőrcsapat tagjaként elért aranyérem már csak a hab volt a tortán. Ez az eredmény indította el elképesztően sikeres pályafutásán, az MTK vívójaként később olimpiai bajnok, kétszeres olimpiai 2. helyezett, négyszeres világbajnok és hétszeres magyar bajnok lett.
Gyuricza József 1952-től a Műszaki Egyetem általános mérnöki szakára járt, így az egyetemi sportolókat tömörítő Budapesti Haladás vívója lett. Az 1954-es budapesti rendezésű XII. Főiskolai Világbajnokságon a tőrvívó csapattal – a szintén Haladásos Marosi Józseffel együtt – aranyérmes lett, másnap pedig egyéniben veretlenül jutott fel a dobogó tetejére.
Az 1955-ös római VB-n mindenki az akkor már 3-szoros olimpiai- és 7-szeres világbajnok, olasz Christian d’Oriola mellett tette volna le a voksát, ám Gyuricza József óriási meglepetést okozott: a döntő párbajban 5:2-re megverte a tőrvívás máig egyik legfényesebb csillagát, és szerezte meg Magyarország első egyéni, tőrvívó világbajnoki aranyérmét. 

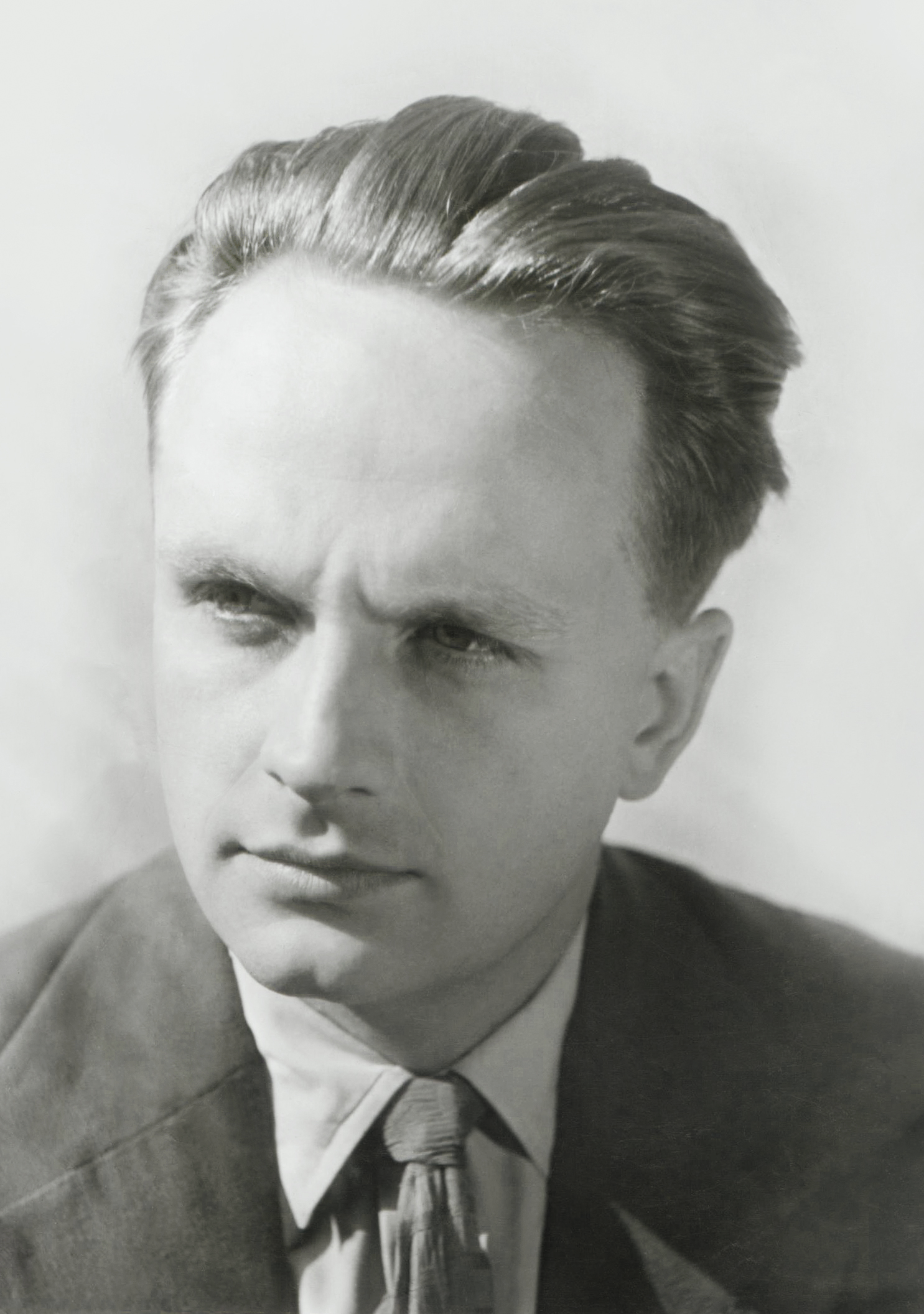
Marosi József

Marosi József a Budapesti Műszaki Egyetem gépészmérnök hallgatójaként kezdett a Haladásban sportolni, ahol tőr- és párbajtőrvívásban is jeleskedett. Legelső sikereit Gyuricza Józseffel együtt érte el. Az 1955-ös világbajnokságon egy csapatban szerezték meg a tőr csapatverseny ezüstérmét. Az 1956-os melbourne-i olimpián a Balthazár, a szintén haladásos Nagy Ambrus, Sákovics, Rerrich, Berzsenyi felállású párbajtőr csapat tagjaként ezüstérmet szerzett, ugyanakkor – mivel a tőrt is kiválóan kezelte – a tőrcsapat tagjaként is részt vett az olimpián, ahol Gyuricza Józseffel együtt bronzérmet nyertek.
Rajtuk kívül még olyan kiválóságok gyarapították a Budapesti Haladás vívóközösségét, mint a későbbi olimpiai bajnok párbajtőr csapat tagjai Bárány Árpád és Kausz István.
Az 1956-os forradalom leverése után az újra hatalomra kerülő szocialista pártvezetés nem állította vissza a Haladást. A BEAC így 1957. január 10-én újjáalakulhatott, az önálló egyetemmé váló orvoskar (Semmelweis Orvostudományi Egyetem) pedig új egyetemi klubot alakított OSC néven, kiváltak tehát a BEAC-ból. Ezután a három klub (BEAC-MAFC-OSC) között megállapodások születtek a rivalizálások elkerülése érdekében és szétosztották az egyes szakosztályokat, így 1957 után a vívó szakosztály sportolói az OSC-ben folytathatták karrierjüket.

### 1957–1977
A szovjet sportmodell bukása és a Budapesti Haladás megszűnése után az újjáalakult BEAC-ot az egyetem újra sajátjának tekintette, a ’60-as évek végére az egyesületnek már 1200 igazolt sportolója volt, a kari bajnokságokon pedig 2500-an vettek részt. Az atlétika szakosztály újra meghatározó szereppel bírt az egyesületben, leginkább Bácsalmási Péternek köszönhetően, aki az 1960-as években egy olyan atlétagárdát kovácsolt össze, mely akkoriban az ország élvonalába tartozott.
Németh Angéla két nagy szerelme, az atlétika és a kosárlabda közül nagy nehezen, csak mestere, Koltai Jenő határozott parancsára tudott választani. A gerelyhajítás magyar professzora olimpiai bajnokot nevelt a Testnevelési Főiskola fiatal hallgatójából. 1968-ban lett a BEAC sportolója. Németh Angéla így emlékezett vissza az olimpia előtti felkészülésére:
„Az egyik dobásom elképesztően messze szállt, Németh Miki azt mondta, 63 méter volt. Azt akkor mégsem mérték le, ami furcsa volt, mert soha nem dobtam érvénytelenül. Úgy vélem, Jenő bá nem akarta, nem beszéltünk róla, de szerintem azt gondolta, hogy ha akkor világcsúcsot döntök, talán elviselhetetlenül nagy lett volna a nyomás rajtam.”

Világranglista-vezetőként utazott az 1968-as mexikói olimpiára, ahol a második dobásával (60,36 méter) a legjobbnak bizonyult és megszerezte a BEAC hatodik olimpiai aranyérmét. A következő évben, Athénben az Európa-bajnokságot is megnyerte. 1971-ben Helsinkiben az újabb kontinensviadalon már leszorult a dobogóról. Fájlalta a vállát, s visszatért a kosárlabdázáshoz, visszavonulásáról így nyilatkozott:
„Fiatalon visszavonultam, de sohasem bántam meg… A mi időnkben még nem volt világbajnokság, én pedig az olimpiát és az Európa-bajnokságot is megnyertem.”
Németh Angéla mellett ebben az időszakban a legeredményesebb versenyzők egyike a 7-szeres magyar bajnok Szabóné Nagy Zsuzsa volt, aki az 1964-es tokiói olimpián, 2:03,5-ös új magyar csúccsal 4. helyezést ért el 800 méteres síkfutásban, majd az 1966-os budapesti atlétikai Európa-bajnokságon egy ezüstérmet is szerzett.
Az ötszörös magyar bajnok (Hajdú Lajos, Gyulai István, Spánik Ágoston összeállítású) BEAC-os futóváltó oszlopos tagja volt Mihályfi László, aki egyéniben tizenkét magyar bajnoki címet szerzett és háromszor is országos csúcsot futott.
A tragédiájáról elhíresült 1972-es müncheni olimpia utolsó versenyszámaként, óriási káosz közepette Szepesi Ádám, a BEAC magasugrója mindössze 5 cm-el lemaradva az első helytől 2,18 cm-es ugrásával az 5. pontszerző helyen végzett.
Az atlétikai sikerek mellett a BEAC ekkoriban nagy szerepet játszott a tájfutás magyarországi meghonosításában és népszerűsítésében is.
A BEAC 1957-ben önállósodott tájékozódási futó szakosztályának vezetői kezdték el a sportág országos népszerűsítését. Így igazolt le a BEAC-ba 1962-ben Hegedüs Aletta majd öccse, András, egy év múlva Ágnes, legvégül pedig az 1955-ös születésű legkisebb testvér, Ábel is. A Hegedüs testvérek kiemelkedő eredményeikkel a BEAC tájfutó szakosztályának húzóembereivé váltak a későbbiekben és sorra nyerték a magyar bajnokságokat.
Három BEAC versenyző – Hegedüs Ágnes, Hegedüs András és Lantos Zoltán – a nemzetközi élvonalban is komoly sikereket ért el. Hegedüs Ágnes 4, Hegedüs András 3, Lantos Zoltán pedig 6 világbajnokságon indult. Ágnes 1970-ben az NDK-ban megrendezett világbajnokságon Horváth Magdával és Monspart Saroltával egy csapatban a 2. helyen célba érve megnyerte a magyar tájfutás első világbajnoki érmét. Hegedüs András pedig 1972-ben Csehszlovákiában felért a magyar férfi tájfutás csúcsára, amikor váltóban bronzérmet szerzett.
Az ELTE 1972-ben kapta meg a hivatalos értesítést arról, hogy a BEAC Mező utcai sporttelepét lebontják, mert a helyén felépül a Skála Budapest Nagyáruház. (Amelyet 1976-ban adtak át.) Az 1973-as bezárással súlyos törés következett be az egyesület életében, melynek a sporteredmények és a közösségek is kárát látták.

### 1977–2007
A Mező utcai stadion elbontása után a MAFC pálya melletti, új Bogdánfy utcai sporttelep 1977-es átadásával a működés feltételei stabilizálódtak. A Sportcsarnok viszont csak 10 évvel később, 1987-re készült el. De ezzel megkezdődött a BEAC csapatsportjainak, köztük leginkább a női kosárlabdacsapat felfelé ívelő pályája is.
Az 1980-as évek második felére Bild Katalin vezetőedző és segítője, Buttás Pál következetes munkájának köszönhetően összeállt egy olyan társaság, amely jó eséllyel pályázott arra, hogy kitörjön az „egyetemi kiscsapat” skatulyájából. Az 1988–89-es bajnokságban az együttes közel volt a bajnoki címhez, de szerencsétlen körülmények között a döntőben csak ezüstérmet szerzett.
A csapat éremesélyesként vághatott neki az 1989–90-es évadnak. Karácsony előtt Buttás Pál vette át Bild Katalin helyét, Dr. Klinghammer István pedig a szakosztály elnöke lett. A bajnokság mellett a Magyar Kupában egészen a döntőig menetelt a csapat, és a szekszárdi fináléban 73:69-re legyőzte a Tungsramot. A bajnokság döntőjének első meccsén a BEAC valósággal kiütötte ellenfelét, 99:72-re verte az MTK-VM-et. Balogh Judit egymaga 46 pontot dobott. A második összecsapás 92:90-es BEAC sikert hozott, és a lányok a klub története során először ünnepelhettek bajnoki címet, amit egy újabb Magyar-Kupa győzelem tett felejthetetlenné.
Az 1990-es években sem maradtak el az atléta sikerek. Ezek közül kiemelkedik a VB-bronzérmes, 6-szoros magyar bajnok rúdugró olimpikon Szabó Zsuzsanna, a 9-szeres magyar bajnok gátfutó olimpikon Vári Edit.
Győrffy Dóra magasugró 1996-tól 2007-ig összesen 11-szer lett magyar bajnok. 2001-ben, 23 évesen érte el élete legjobb eredményét, amivel első és eddig utolsó magyar nőként 2 méter felett ugrott és állította be – az immáron 15 éves – magyar csúcsot. 2002-ben a bécsi fedett pályás Európa-bajnokságon ezüstérmet szerzett, 2003-ban a koreai Deagu-ban megrendezett Universiade-n pedig 194 cm-es ugrással állhatott a dobogó tetejére. A sikersorozatot 2004-ben egy Achilles-ín szakadás törte meg, ami az athéni olimpiai álmoknak is véget vetett. 2008-ban januárban még megugrotta a pekingi részvételhez szükséges 191 cm-es szintet, de sérülése miatt úgy döntött, hogy nemcsak az olimpián nem lép pályára, de végleg befejezi sportkarrierjét.

### 2008-tól napjainkig
2008-ra körülbelül 750 főre zsugorodott a sportolói létszám. Ekkoriban az alábbi 13 szakosztály működött: asztalitenisz, atlétika, karate, kézilabda, korfball, kosárlabda, labdarúgás, sakk, természetjárás, tájfutás, tollaslabda, triatlon-polythlon, és vízilabda.
2009-ben tisztújításon esett át a klub vezetése, mely változást hozott a BEAC életébe, és az egyetemmel való kapcsolatába. 2010-ben a BEAC és az ELTE együttműködési szándéknyilatkozatot írt alá az egyetemi sport közös fejlesztéséről. Ezt támasztotta alá a BEAC azon alapszabály-módosítása, melynek lényege, hogy a klub mindenkori vezetésében az ELTE hallgatói-, és rektori képviseletét biztosítsa. Elkezdődött a szakosztályok megújulása, együttműködve az ELTE hallgatói sportösztöndíjasaival, megfiatalították és vonzóvá tették a BEAC-ban űzhető sportágakat.
2011-től a kiemelt látványsport támogatásokon keresztül a BEAC-nak lehetősége nyílt egyes sportágakban az egyetemi sportélet fejlesztésére is. 2014 nyarán az egyetem elfogadta a sportstratégiáját, majd megalakította a Sportirodát, mely az egyetemi sport képviseletét és koordinációját látja el, így a BEAC-cal szoros együttműködésben vesz részt az egyetemi sportélet szervezésében.
Napjainkban a BEAC 18 szakosztálya, közel 40 sportágban kínál sportolási lehetőséget. Több mint 5200 ELTE-s hallgató, dolgozó, és kerületi utánpótláskorú sportoló vesz részt a klub által közel húsz budapesti helyszínen szervezett edzéseken, bajnokságokon, és sportfoglalkozásokon. Jelentős utánpótlás-képzés folyik a XI. kerületi önkormányzat támogatásával a kosárlabda, atlétika, sakk, és futsal sportágakban, melynek célja a kerületi sportélet fejlesztése.

### BEAC-120 emlékév
A 2017. november 5-től 2018. november 5-ig tartó időszakban emlékévvel ünnepli fennállásának 120. évfordulóját a BEAC. A BEAC-120 névre keresztelt eseménysorozatban változatos sporteseményekkel és kulturális programokkal eleveníti fel patinás történetét a BEAC. A klub célja az átfogó megemlékezés sorozattal, hogy csatlakozzon azon sportegyesületekhez, akik méltó módon kívánnak megemlékezni a kiemelkedő sportolóikról, vezetőikről, illetve felhívják a figyelmet arra, hogy 120 év elteltével jelenleg is egy aktív, több mint 5200 sportolót tagjai között tudó egyetemi sportklubról beszélhetünk. A közgyűlés díjátadóval ünnepelte a az egyesület megalapításának 120. évfordulóját.

#### Az emlékév állomásai
- Logó- és arculatpályázat
- "60 éves a BEAC sakk szakosztálya" minikönyv kiadása – 2017. december
- A BEAC-Az elsők c. vándorkiállítás az Albertfalvi Közösségi Házban – 2018. február 15-március 27.
- IX. Kárpát-medencei Egyetemek Kupája – 2018. március 1-3.
- BEAC-Oxford University AFC barátságos labdarúgó mérkőzés – 2018. március 13.
- BEAC-120 kerekasztal beszélgetés – Dömölky Lídia, Mihályfi László, Kovács Ilona és Csere Gáspár részvételével – 2017. március 27.
- A BEAC-Az elsők c. kiállítás bemutatkozása a Budapest100 programjában
- Emléktábla állítása a BEAC egykori, Mező utcai (ma Kőrösy József utca) stadionja emlékére – 2018. május 8.[22]
- Városismereti séta az egyetemi sport hajnalához köthető helyszíneken – 2018. május 26.
- Könyv kiadása a BEAC, Pestszentlőrinc és a magyar sportlövészet első olimpiai bajnokáról, Prokopp Sándorról – 2018. június
- III. ELTE Inkluzív Sportnap az Egyetemi Sport Nemzetközi Napja alkalmából – 2018. szeptember 20.
- Ünnepi közgyűlés az 1898. november 5-i alapító közgyűlésre emlékezve – 2018. november 6.

## A BEAC szakosztályai
- Aerobik és cheerleader
- Asztalitenisz
- Atlétika
- Erőnlét- és fitnesz
- Falmászó
- Futsal
- Gyorstollaslabda
- Harcművészet
- Kosárlabda
- Labdarúgó
- Röplabda
- Sakk
- Szabadidősport
- Tájfutó
- Természetjáró
- Tollaslabda
- Triatlon
- Vízilabda

## A BEAC elnöksége 2017-[23]
- dr. Hamar Imre BEAC elnök, ELTE nemzetközi ügyekért felelős rektorhelyettes
- Simon Gábor BEAC igazgató
- Szabó László Magyar Paralimpiai Bizottság elnök, Labdarúgó szakosztály elnök
- dr. Székely Mózes MEFS főtitkár, Triatlon Szakosztály elnök
- dr. Árvay Gábor ELTE Kancellári tanácsadó
- Csere Gáspár a BEAC riói olimpikon maratoni futója
- Horváth János ELTE ipari kapcsolatokért felelős koordinátor
- Kovácsik Rita Magyar Cheer Szövetség alelnök, Aerobik és Cheerleading Szakosztály vezető
- Murai László ELTE HÖK elnök
- Szabari János Női Kosárlabda Szakosztály vezető

## Az egyesület olimpiai érmesei
- 1912-ben Prokopp Sándor hadipuska 300 m fekvő
- 1936-ban Csik Ferenc 100 méteres gyorsúszás és  1936-ban 4×200 m gyorsváltó
- 1936-ban dr. Rajczy Imre a kardcsapat tagjaként
- 1952-ben Kovácsi Aladár öttusa csapat
- 1956-ban Hámori Jenő a kardcsapat tagjaként
- 1968-ban Németh Angéla gerelyhajítás
- 1908-ban Las-Torres Béla 4x200 m gyorsváltó
- 1956-ban Marosi József párbajtőr csapat
- 1956-ban Nagy Ambrus párbajtőr csapat
- 1956-ban Rozsnyói Sándor akadályfutás
- 1900-ban Gönczy Lajos magasugrás
- 1908-ban Rácz Vilmos olimpiai váltó
- 1908-ban Mezei (Wiesner) Frigyes olimpiai váltó
- 1932-ben Bogen Erna tőrvívás
- 1936-ban Lengyel Árpád úszás, 4×200 m gyorsváltó
- 1956-ban Marosi József a kardcsapat tagjaként
- 1956-ban Gyuricza József a tőrvívó csapat tagjaként

## A futballszakosztály híres játékosai
* a félkövérrel írt játékosok rendelkeznek felnőtt válogatottsággal.
- Kvasz János
- Pesovnik László
- Pluhár István
- Stófián János